# Camouflage TAZ 90
Le camouflage TAZ 90 est le motif de camouflage standard de l'Armée suisse pour ses tenues de combat.
Le motif est basé sur quatre couleurs : tan, brun, vert et noir. Il est une version plus aboutie des TAZ 57 et 83 (Alpenflage). Il remplace le TAZ 83 en 1990. Basé sur Alpenflage, les taches blanches et rouge sont supprimées. D'autres modifications mineures ont également été apportées pour concevoir le nouveau motif. On suppose que l'adoption du TAZ 90 avait pour but officieux de se conformer aux normes de camouflage de l'OTAN.